# War (Einheit)
War war ein Längenmaß in Sansibar. Es entsprach dem englischen Yard.
- 1 War = 2 Durrah = 5 Bitil = 405,3 Pariser Linien = 0,914 Meter